# Carinska uprava Republike Hrvatske
Carinska uprava Republike Hrvatske je upravna organizacija u sastavu Ministarstva financija Republike Hrvatske. 
Temeljni zadaci Carinske uprave su: 
- obračun i naplata carine i drugih prihoda državnog proračuna vezanih uz prekogranični promet roba, te posebnih poreza (trošarina),
- provedba mjera carinskog nadzora i provjere do carinski pravnoga određenja strane robe, te trošarinskog nadzora i porezne inspekcije glede naplate prihoda po tom osnovu,
- provedba upravnih i drugih postupaka povezanih uz carinski pravno određenje strane robe,
- suradnja u prvedbi vanjsko trgovinskih, deviznih, sanitarnih, fitosanitarnih, veterinarskih i drugih propisa vezanih uz prekogrančni promet robe i osoba,
- istraživanje i iniciranje provedbe kaznenih postupaka počinjenih kršenjem carinskih propisa, uključujući i vođenje prvostupanjskog carinskog prekršajnog postupka,
- drugi zadaci utvrđeni carinskim propisima.

## Poveznice
- Carine
- Ministarstvo financija Republike Hrvatske

## Vanjske poveznice
- Carinska uprava Republike Hrvatske  Arhivirana inačica izvorne stranice od 26. studenoga 2006. (Wayback Machine)